# Cuñumbuqui (distrito)
Cuñumbuqui é um distrito do Peru, departamento de San Martín, localizada na província de Lamas.

## Transporte
O distrito de Cuñumbuqui é servido pela seguinte rodovia:
- SM-102, que liga o distrito a cidade de Bellavista [1][2][3]